# Kwadrant (schip)
Een kwadrant is een onderdeel van de roerconstructie van zee- en binnenschepen. De naam is afgeleid van het wiskundige begrip kwadrant, wat een kwart (1/4 deel) van de cirkel inhoudt. Het kwadrant is vast gemonteerd op de roerkoning. Het roer wordt gedraaid door een kracht, die op het kwadrant wordt uitgeoefend door een ketting, door bowdenkabels of door de hydraulische cilinders van een stuurmachine. Als aan het stuurwiel wordt gedraaid, wordt de beweging overgebracht naar het kwadrant, dat het roer in de gewenst richting draait. Daarmee verandert het varend schip van koers. 
Gebruikelijk is dat het schip dezelfde kant op gaat als waarheen het stuurwiel wordt gedraaid. Als het schip dan de andere kant op gaat - en dezelfde uitwerking op het schip heeft als het sturen met een helmstok, wordt dat ook wel een Engels stuurwerk genoemd. Het kwam voor op historische schepen. 

## Kwadrant van een kettingroer

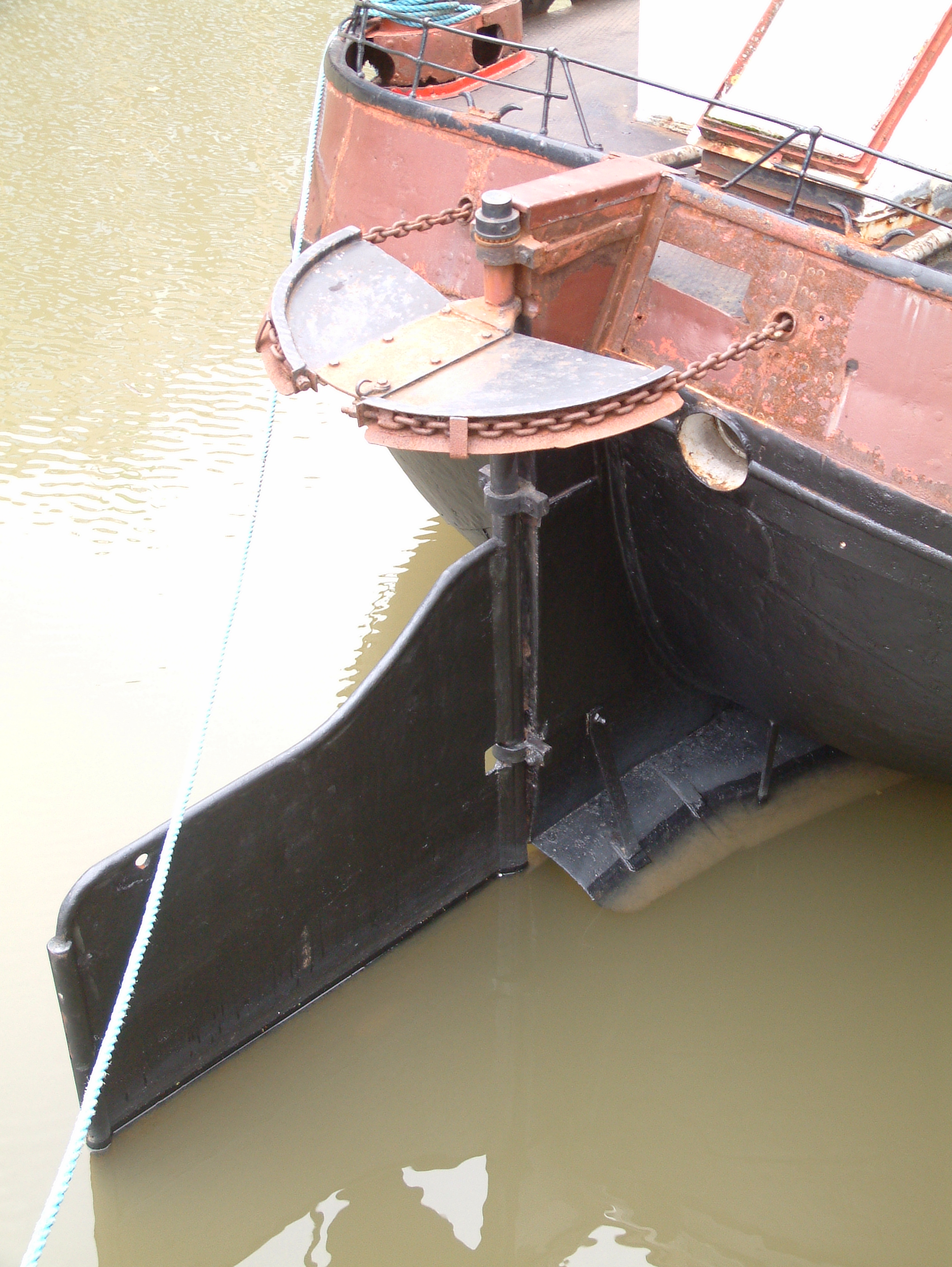

Bij een kettingaandrijving is het kwadrant in werkelijkheid groter dan een kwart cirkel. Bij het hier getoonde kwadrant is maar een korte ketting gebruikt en heeft het roer een beperkte uitslag. 
De constructie bestaat ook vaak uit twee op elkaar gemonteerde stukken kettingwiel, die tussen twee platen zitten ingeklemd en daaraan zijn geklonken, gebout of gelast. Over die stukken kettingwiel lopen - boven elkaar - de uiteinden van de stuurketting, die via kettingrollen over het kettingwiel op de as van het stuurwiel in het stuurhuis gaat. Aan de uiteinden het kwadrant zitten kettingspanners gemonteerd, die de stuurketting op de gewenste spanning houden. Als de afstand tussen kwadrant en stuurwiel groot is, kan het gebeuren dat bij hitte de ketting van het kwadrant zakt en het schip dan onbestuurbaar wordt.

## Kwadrant van een stuurmachine

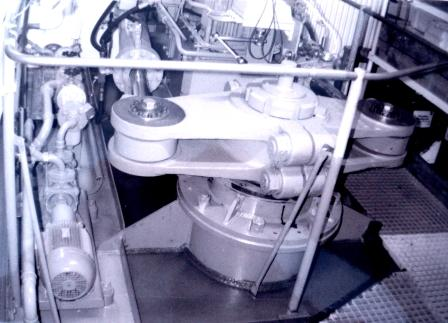

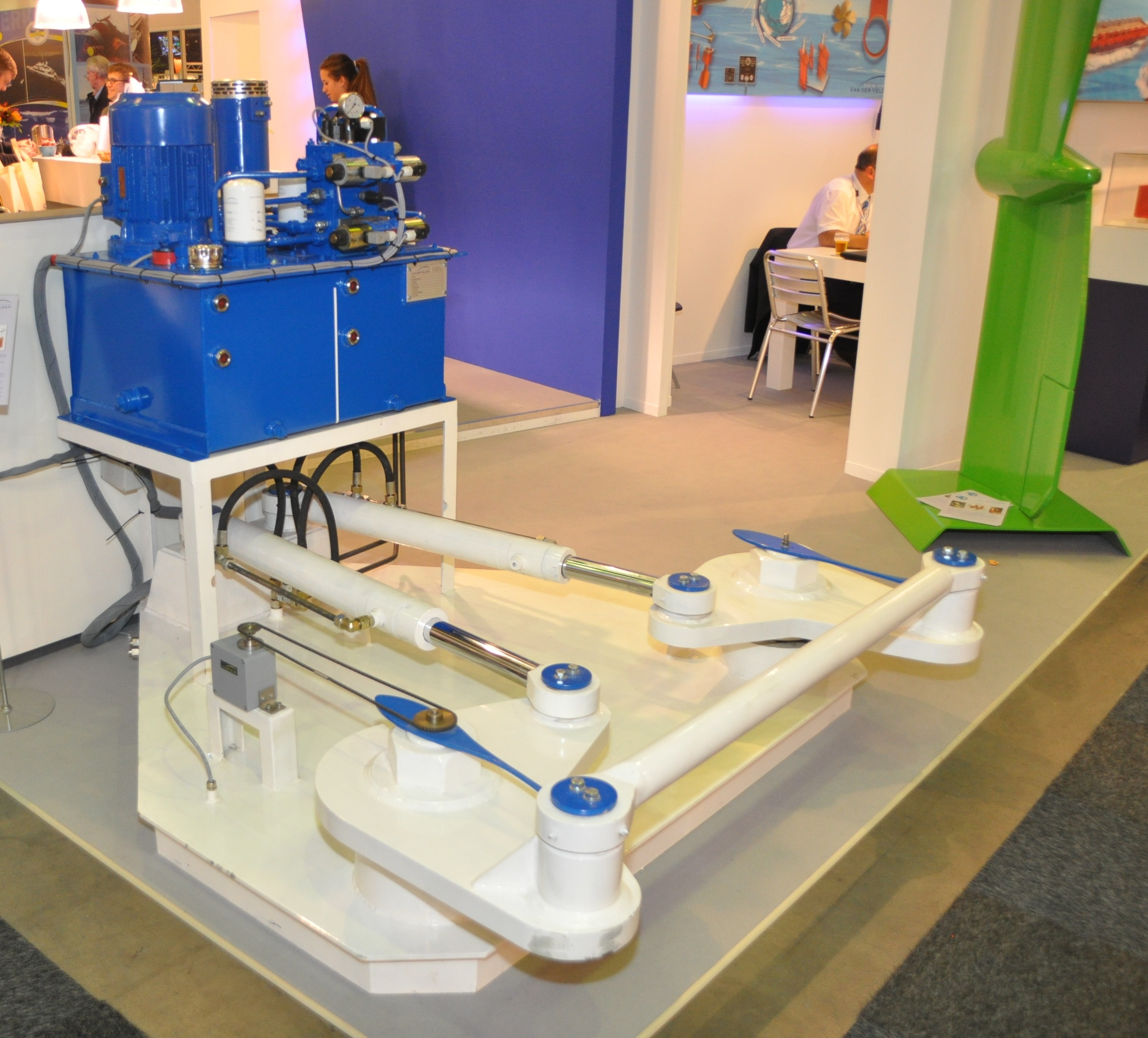

Bij een stuurmachine bestaat de constructie vaak uit één of twee platen, met kolommen waarop de stangen van de stuurmachine zijn gelagerd. Op de rechtse foto zijn twee gekoppelde kwadranten zichtbaar, die samen twee roeren bedienen.   